# Ліберті (округ Манітовок, Вісконсин)
Ліберті (англ. Liberty) — місто (англ. town) в США, в окрузі Манітовок штату Вісконсин. Населення — 1245 осіб (2020).

## Демографія
Згідно з переписом 2010 року, у місті мешкала 1281 особа в 492 домогосподарствах у складі 387 родин. Було 565 помешкань
Расовий склад населення:
| - 97,6 % — білих - 1,1 % — корінних американців - 0,8 % — азіатів - 0,2 % — чорних або афроамериканців |

До двох чи більше рас належало 0,2 %. Частка іспаномовних становила 0,5 % від усіх жителів.
За віковим діапазоном населення розподілялося таким чином: 24,3 % — особи молодші 18 років, 62,6 % — особи у віці 18—64 років, 13,1 % — особи у віці 65 років та старші. Медіана віку мешканця становила 43,7 року. На 100 осіб жіночої статі у місті припадало 105,6 чоловіків;  на 100 жінок у віці від 18 років та старших — 106,8 чоловіків також старших 18 років.
Середній дохід на одне домашнє господарство  становив 76 387 доларів США (медіана — 70 547), а середній дохід на одну сім'ю — 86 856 доларів (медіана — 79 375). Медіана доходів становила 48 224 долари для чоловіків та 32 750 доларів для жінок. За межею бідності перебувало 3,8 % осіб, у тому числі 0,8 % дітей у віці до 18 років та 3,8 % осіб у віці 65 років та старших.
Цивільне працевлаштоване населення становило 679 осіб. Основні галузі зайнятості: виробництво — 25,5 %, освіта, охорона здоров'я та соціальна допомога — 24,0 %, будівництво — 6,9 %, роздрібна торгівля — 6,2 %.